# Daraf
Daraf (símbolo provisório: F-1) é a unidade ainda não-padronizada (não-SI) de elastância elétrica equivalente ao inverso multiplicativo da unidade SI de capacitância elétrica, farad (símbolo F).
Não se usa na prática. Aparentemente, a sua utilidade — e, portanto, campo de aplicação — é de cunho tão-somente teórico, a restringir-se à atividade acadêmico-científica.

## Definição
Daraf é a elastância elétrica de um capacitor bipolar (ou um elemento passivo bipolar qualquer de circuito elétrico) que, se submetido a uma  diferença de potencial elétrico de um volt entre os seus terminais, exibe uma  carga elétrica de um coulomb. A inclusão de elemento passivo bipolar qualquer na definição é significativa pelo fato de que, embora se espere idealmente encontrar elastância elétrica apenas num capacitor, realmente todo e qualquer elemento pode exibir essa propriedade, dado que esta se define pela "capacidade de um dado campo elétrico, sob uma dada diferença de potencial elétrico, armazenar uma certa carga elétrica".
Também se costuma dizer que "daraf é a capacidade ou habilidade que um dado campo elétrico tem de carregar um elemento (capacitivo ou assemelhado) com a carga elétrica de um coulomb, ao submetê-lo à diferença de potencial elétrico de um volt entre os seus terminais.
Semelhantemente ao que ocorre com o conceito de capacitância, a inclusão de elemento passivo bipolar qualquer na definição é significativa pelo fato de que, embora se espere idealmente encontrar elastância elétrica apenas num capacitor, realmente todo e qualquer elemento pode exibir tal propriedade, dado que esta se define pela "capacidade de armazenamento de carga elétrica num dado campo elétrico sob uma dada diferença de potencial elétrico".

## Dimensionais
Proposta por Arthur Edwin Kennelly em 1936, como anagrama imediato inverso de farad, o daraf, contudo, não é uma unidade SI padronizada.
Sua expressão equivalente em unidades SI mais simples pode ser dada de duas maneiras:
- Como dimensional analítica:

[F-1]{\displaystyle ={\mbox{C}}^{-1}\cdot {\mbox{V}}={\mbox{m}}^{2}\cdot {\mbox{kg}}\cdot {\mbox{s}}^{-4}\cdot {\mbox{A}}^{-2}}
onde [F-1] significa (e, portanto, lê-se) "dimensional de F-1"
- Como dimensional sintética:

[F-1]{\displaystyle ={\mbox{A}}^{-1}\cdot {\mbox{s}}^{-1}\cdot {\mbox{V}}}
onde [F-1] significa (e, portanto, lê-se) "dimensional de F-1"